# Maninnya Blade
Maninnya Blade ist eine schwedische Speed-Metal-Band aus Boden, die im Jahr 1980 unter dem Namen Fair Warning gegründet wurde. Zwischenzeitlich nannte sie sich Maninnya.

## Geschichte
Die Band wurde im Jahr 1980 unter dem Namen Fair Warning gegründet und veröffentlichte im Jahr 1982 ein erstes Demo, ehe sie ihren Namen in Maninnya Blade änderte. 1984 erschien die Single The Barbarian/Ripper Attack., worauf die Band aus dem Sänger Leif Eriksson, welcher zu Anfang noch als Gitarrist tätig war, dem Gitarristen Nicklas „Nicke“ „Ripper“ Johansson, dem Bassisten Jan „Blomman“ Blomqvist und dem Schlagzeuger Ingemar Lundberg bestand. Nachdem Mikael „Mike Wead“ Vikström als zweiter Gitarrist zur Band gekommen war, nahm die Gruppe zwei weitere Demos auf. Danach verließ Vikström die Band wieder, zog nach Stockholm und trat Candlemass bei. Er wurde durch Jerry Rutström ersetzt. Im Jahr 1985 zog die Band ebenfalls nach Stockholm. Nachdem das Album Merchants in Metal im Jahr 1986 über Killerwatt Records veröffentlicht worden war, verließ der Sänger Eriksson und der Schlagzeuger Lundeberg die Band. Zudem wurde Jerry Rutström durch Andreas „Rick Meister“ Palm ersetzt. Ab 1987 änderte die Band ihren Namen in Maninnya um. Auf dem Demo Incubus im Jahr 1987 übernahm der Gitarrist Johansson zusätzlich den Gesang. Danach kam Martin Eriksson als neuer Schlagzeuger hinzu. Dieser verließ jedoch nach kurzerzeit die Band wieder, um Mikael Vikströms neuem Projekt Hexenhaus beizutreten, was das Ende für Maninnya Blade bedeutete.
Die Band wurde im Jahr 1990 neu gegründet mit dem Gitarristen Johansson, dem Sänger Leif Eriksson, dem Bassisten Blomqvist und dem Schlagzeuger Johan Henriksson. Nach einem Demo im Jahr 1995 verließ der Sänger Eriksson die Band und wurde durch Christer Boquist ersetzt. Die Band löste sich jedoch kurz darauf wieder auf.
2001 erschien die Kompilation A Demonic Mistress from the Past über Stormbringer Productions, die Demoaufnahmen der 1980er Jahre enthielt. Im Jahr 2002 fand sich die Band für zwei Auftritte, einer davon auf dem 2000 Decibel Festival, zusammen. Hierbei bestand die Band aus Leif Eriksson, den Gitarristen Nicklas Johansson und Jerry Rutström, dem Bassisten Jan Lindberg und dem Schlagzeuger Kenneth Olofsson. Ende 2006 erschien bei dem japanischen Label Marquee Records die Kompilation Undead, Unborn, Alive…, die alle bisher erschienenen Studioaufnahmen, unveröffentlichtes Bonusmaterial und Live-Aufnahmen von den Auftritten aus dem Jahr 2002 enthielt. Seit dem Jahr 2007 ist die Band wieder regelmäßig aktiv, wobei sie aus dem Sänger Leif Eriksson, den Gitarristen Nicklas Johansson und Jerry Rutström und dem Bassisten Jan Lindberg bestand. Mittlerweile ist Andreas Lindmark als neuer Schlagzeuger zur Band gekommen.

## Stil
Laut Daniel Ekeroth in seinem Buch Schwedischer Death Metal ist die Band eine der ersten schwedischen Speed-Metal-Bands und zudem eine der ersten Gruppen, die ein Album extremeren Metal veröffentlicht habe. Laut Martin Popoff in seinem Buch The Collector’s Guide of Heavy Metal Volume 2: The Eighties spielt die Band aggressiven Metal mit Einflüssen von Bands wie Tank und Motörhead.

## Diskografie
als Fair Warning
- Demo (Demo, 1982, Eigenveröffentlichung)

als Maninnya
- Incubus (Demo, 1987, Eigenveröffentlichung)

als Maninnya Blade
- The Barbarian/Ripper Attack (Single, 1984, Platina Records)
- Demo 85 (Demo, 1985, Eigenveröffentlichung)
- Merchants in Metal (Album, 1987, Killerwatt Records)
- Tribal Warfare (Demo, 1987, Eigenveröffentlichung)
- A Demonic Mistress from the Past (Kompilation, 2001, Stormbringer Productions)
- Undead, Unborn, Alive… (Kompilation, 2006, Marquee Records)
- Tools of Destruction (Demo, 2008, Eigenveröffentlichung)